# Apanteles imperator
Apanteles imperator är en stekelart som beskrevs av Wilkinson 1939. Apanteles imperator ingår i släktet Apanteles och familjen bracksteklar. Inga underarter finns listade i Catalogue of Life.